# 새로닉스
주식회사 새로닉스는 경상북도 구미시에 소재하는 액정 평판 디스플레이 제조회사이다.

## 역사
새로닉스는 1968년 12월 21일 설립되었으며, 2002년 9월 27일자로 코스닥 시장에 상장하였다.
2007년 10월에는 네오솔을 합병하였고 동년 16일에 대구지점을 설치하였다.